# Tribulus
Tribulus es un género de plantas de regiones cálidas y templadas del mundo entero. Tiene 7 especies aceptadas de las más de 120 descritas. Sus especies reciben el nombre común de abrojo, sobre todo Tribulus terrestris, especie cosmopolita, y en las Antillas, Colombia y Venezuela, la especie Tribulus cistoides.

## Descripción
Las especies de Tribulus son perennes, pero algunas lo hacen como anuales en climas más fríos. Las hojas compuestas son opuestas –a veces, aparentan ser alternas por la caída de una de cada par-, pecioladas, compuestas, paripinnadas. Las flores, pentameras (5 sépalos y pétalos) son hermafroditas, polinizadas por insectos, con 5-carpelos. El ovario está dividido en lóculos y a su vez en "falsos septa" (esto último distingue a Tribulus de otros géneros de su familia). El fruto es un esquizocarpo con 5 mericarpos espinosos, alados o tuberculosos indehiscentes.

## Propiedades y usos
Algunas especies se cultivan como ornamentales en regiones cálidas. Y, notablemente T. cistoides, T. terrestris, T. zeyheri, son malezas.
El miembro más conocido es T. terrestris (abrojos, cuernos de chivo, tríbulo, entre otros), una maleza cosmopolita, y también fuente de un suplemento dietario que supuestamente incrementaría los niveles naturales tisulares de testosterona, ayudando a mejorar la génesis de tejido muscular, e indirectamente la potencia sexual.
T. terrestris ha fallado numerosas veces en incrementar los niveles de testosterona en estudios controlados. También ha fallado en demostrar propiedades que aumenten la fuerza.
Tribulus terrestris ha mostrado mejora en conductas sexuales en un modelo animal. Aparecería como estimulador de los receptores andrógenos en el cerebro. 
Tribulus tiene una larga historia de uso en los sistemas Ayurvedica y Unani, de la India. Es considerado un afrodisíaco, diurético, y ayuda al sistema nervioso. 

## Etimología
El nombre científico (latín) Tribulus, derivado del Griego τρίβολος originalmente por el tríbulo (un arma espinosa de 4 puntas). Empleado en su sentido botánico por Plinio el Viejo en su Historia naturalis (21, 91) para designar el fruto del abrojos (Tribulus terrestris) pero también para el fruto de otras plantas (Trapa natans, la Castaña de agua) (21, 98) y por Virgilio en las Geórgicas (1, 53), en el sentido abrojos.